# Tibiagomphus noval
Tibiagomphus noval är en trollsländeart som först beskrevs av Rodrigues 1985.  Tibiagomphus noval ingår i släktet Tibiagomphus och familjen flodtrollsländor. Inga underarter finns listade i Catalogue of Life.